# Melodía Nokia

La «Melodía Nokia (Gran Vals - Francisco Tárrega)». En Gran Vals, el La final está una cuarta justa más abajo.

La melodía Nokia (en inglés Nokia tune) es el tono de llamada básico y preestablecido de los teléfonos móviles marca Nokia.
Corresponde a los compases 13-16 del solo de guitarra Gran Vals del guitarrista y compositor español Francisco Tárrega, escrito en 1902.
Nokia también la ha utilizado como eslogan y la reclama como sonido registrado. Apareció por primera vez en el Nokia 2110, lanzado en 1994, y fue el primer tono musical identificable en un teléfono móvil.
Se estimó que la melodía era escuchada en todo el mundo 1800 millones de veces por día, unas 20.000 veces por segundo.
Fue utilizada en 1999 en la canción I Wanna 1-2-1 With You del grupo Solid Gold Chartbusters.